# Ramy Ashour

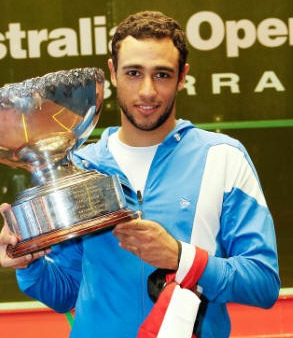
Ramy Ashour vainqueur de l'Australian Open en 2011.

Ramy Mohamed Ashour, né le 30 septembre 1987 au Caire, est un joueur professionnel de squash représentant l'Égypte.
En octobre 2008, à 21 ans, Ramy Ashour remporte pour la première fois le championnat du monde senior. Il est le deuxième joueur de l'histoire à avoir obtenu les titres junior et senior. Il devient no 1 mondial en janvier 2010 après avoir battu Nick Matthew en finale du Saudi International Squash Tournament en 2009.

## Biographie
Né dans une famille aisée du Caire, il pratique assez tôt le squash, sport qu'il a découvert à l'âge de six ans. Dans un pays où le squash est un sport à part entière, il remporte rapidement ses premiers titres, dont le British Open d'abord en moins de 13 ans, puis en moins de 15 ans et moins de 19 ans.
En 2004, à seize ans, il devient le plus jeune champion du monde junior, titre qu'il remporte une deuxième fois en juillet 2006, ce qu'aucun joueur n'avait réalisé avant lui. Au titre individuel, il ajoute le titre par équipe, titre que l'Égypte n'avait pas encore remporté. Cette même année le voit progresser de façon spectaculaire, passant du Top 50 mondial à une place dans les dix meilleurs à la fin de l'année. Le début de la saison 2007 confirme sa progression, avec quatre victoires ce qui le propulse à une deuxième place mondiale, dont l'Open du Koweït, tournoi le plus richement doté du PSA Tour, face à son compatriote Amr Shabana, alors premier au classement mondial PSA.
Malheureusement, il subit ses premières blessures et doit ainsi déclarer forfait pour les championnats du monde. Revenu au début de 2008, il remporte deux nouveaux tournois du PSA Tour, puis il se blesse de nouveau.
Lors du mondial de Manchester de cette même année, il prive Shabana de la possibilité de remporter son quatrième titre mondial lors d'une demi-finale considérée par de nombreux spécialistes comme l'une des plus belles rencontres de l'histoire. Cette victoire, remportée grâce à un 11 à 7 lors du cinquième jeu, donne à Ashour l'occasion de remporter son premier titre senior. Opposé à un autre compatriote, Karim Darwish, en finale, il gagne sur le score 3 jeux à 1. Il devient également le deuxième joueur de l'histoire, après le Pakistanais Jansher Khan à remporter le titre senior après avoir été champion du monde chez les juniors.
En décembre 2018, il est classé 21e mondial, reculant pour la première fois depuis 2006 hors du top 20 mondial. En avril 2019, il annonce sa retraite sportive,, son dernier titre étant en mars 2018 le Grasshopper Cup face au no 1 mondial Mohamed El Shorbagy sans perdre un jeu du tournoi et son dernier match en mai 2018 au British Open où blessé, il s'incline au premier tour face au futur vainqueur Miguel Ángel Rodríguez.

## Palmarès
- Meilleur Classement individuel Squash : 1er.
- Championnat du monde
  - Vainqueur en 2008 , 2012 et 2014
  - Vainqueur du championnat du monde junior en 2004 et 2006

### Titres sur le PSA Tour (40)
Tous les résultats de Ramy Ashour sur le circuit PSA.
| Légende                                                      |
| PSA Platinum Series / PSA Series Final / PSA World Open (10) |
| PSA Gold Series (0)                                          |
| PSA Silver Series (5)                                        |
| PSA Star Series (4)                                          |
| PSA Super Satellite (0)                                      |
| PSA Satellite (1)                                            |

| Titres majeurs     |
| World Open (2)     |
| British Open (1)   |
| Hong Kong Open (3) |
| Qatar Classic (1)  |
| Kuwait Open (2)    |

| No. | Date                | Tournoi                       | Finaliste           | Score                          | Durée du match |
| 1.  | 21 novembre 2004    | Athens Open                   | Andy Whipp          | 13–11, 12–10, 7–11, 7–11, 11–9 | 1 h 15 min     |
| 2.  | 12 janvier 2007     | Canadian Classic 2007         | David Palmer        | 11–7, 11–3, 11–4               | 32 min         |
| 3.  | 29 janvier 2007     | Open de Dayton                | John White          | 8–11, 7–11, 11–16, 12–10, 11–2 | 1 h 12 min     |
| 4.  | 11 avril 2007       | Sheikha Al Saad Kuwait Open   | Amr Shabana         | 11–5, 11–3, 12–10              | 34 min         |
| 5.  | 17 avril 2007       | Qatar Classic Open            | David Palmer        | 8–11, 11–9, 11–9, 11–6         | 1 h 9 min      |
| 6.  | 12 août 2007        | Super Series Finals           | Grégory Gaultier    | 12–10, 11–8, 4–11, 11–4        | 1 h 2 min      |
| 7.  | 16 janvier 2008     | Tournament of Champions       | James Willstrop     | 11–7, 13–11, 11–9              | 40 min         |
| 8.  | 16 février 2008     | Canadian Classic 2008         | Amr Shabana         | 11–2, 11–9, 8–11, 11–8         | 38 min         |
| 9.  | 20 avril 2008       | Hurghada International Open   | Amr Shabana         | 12–10, 9–11, 11–7, 9–11, 12–10 | 47 min         |
| 10. | 19 octobre 2008     | World Open                    | Karim Darwish       | 5–11, 11–8, 11–4, 11–5         | 1 h            |
| 11. | 28 février 2009     | North American Open           | Nick Matthew        | 11–8, 13–11, 10–12, 5–11, 11–8 | 1 h 31 min     |
| 12. | 4 avril 2009        | Hurghada International Open   | Grégory Gaultier    | 7-11, 11-5, 11-3, 11-8         | 47 min         |
| 13. | 10 décembre 2009    | PSA Masters                   | Nick Matthew        | 11–6, 9–11, 11–9, 11–9         | 1 h 19 min     |
| 14. | 18 décembre 18 2009 | Saudi International           | Nick Matthew        | 11–7, 7–11, 11–9, 9–11, 11–8   | 1 h 50 min     |
| 15. | 20 mars 2010        | Open de Kuala Lumpur          | Karim Darwish       | 11-8, 11-8, 11-9               | 51 min         |
| 16. | 29 août 2010        | Cathay Pacific Hong Kong Open | Grégory Gaultier    | 10-12, 11-9, 11-9, 9-11, 11-9  | 1 h 30 min     |
| 17. | 20 septembre 2010   | British Grand Prix            | James Willstrop     | 11-7, 3-11, 11-3, 11-5         | 40 min         |
| 18. | 2 novembre 2010     | Kuwait Open                   | Amr Shabana         | 9-11, 11-4, 13-11, 11-1        | 45 min         |
| 19. | 27 janvier 2011     | Tournament of Champions       | Nick Matthew        | 11–3, 7–11, 11–9, 11-7         | 52 min         |
| 20. | 19 mai 2011         | Hurghada International Open   | Karim Darwish       | 11-9, 9-11, 12-14, 11-9, 11-3  | 1 h 20 min     |
| 21. | 14 août 2011        | Australian Open               | Nick Matthew        | 12-14, 11-6, 10-12, 11-8, 11-4 | 77 min         |
| 22. | 25 septembre 2011   | British Grand Prix            | Nick Matthew        | 1-11, 11-3, 11-7, 11-4         | 1 h 6 min      |
| 23. | 13 avril 2012       | El Gouna International        | James Willstrop     | 12-10, 11-5, 5-2 (ret)         | 37 min         |
| 24. | 19 août 2012        | Australian Open               | Omar Mosaad         | 11-9, 11-9, 11-6               | 53 min         |
| 25. | 13 octobre 2012     | US Open                       | Grégory Gaultier    | 11-4, 11-9, 11-9               | 43 min         |
| 26. | 2 décembre 2012     | Cathay Pacific Hong Kong Open | James Willstrop     | 11-8, 3-11, 11-7, 11-6         | 1 h 4 min      |
| 27. | 14 décembre 2012    | World Open                    | Mohamed El Shorbagy | 2-11, 11-6, 11-5, 9-11, 11-8   | 1 h 30 min     |
| 28. | 24 janvier 2013     | Tournament of Champions       | Grégory Gaultier    | 7-11, 6-11, 12-10, 11-3, 11-1  | 1 h 12 min     |
| 29. | 2 mars 2013         | North American Open           | Nick Matthew        | 11-7, 11-8, 5-11, 11-7         | 1 h 5 min      |
| 30. | 14 mars 2013        | Kuwait PSA Cup                | James Willstrop     | 6-11, 11-8, 11-3, 11-3         | 58 min         |
| 31. | 26 mai 2013         | British Open                  | Grégory Gaultier    | 7-11, 11-4, 11-7, 11-8         | 1 h 4 min      |
| 32. | 1er octobre 2013    | Netsuite Open                 | Grégory Gaultier    | 11-4, 7-11, 7-11, 11-3, 11-2   | 1 h 8 min      |
| 33  | 19 mars 2014        | World Series Final            | Mohamed El Shorbagy | 15-17, 11-7, 11-4, 11-5        | 1 h 3 min      |
| 34  | 18 avril 2014       | El Gouna International        | Mohamed El Shorbagy | 11-7, 12-10, 8-11, 11-8        | 1 h 11 min     |
| 35  | 21 novembre 2014    | World Open                    | Mohamed El Shorbagy | 13-11, 7-11, 5-11, 11-5, 14-12 | 1 h 30 min     |
| 36  | 10 avril 2015       | El Gouna International        | Mohamed El Shorbagy | 11-9, 11-6, 4-11, 10-12, 12-10 | 1 h 34 min     |
| 37  | 13 septembre 2015   | Netsuite Open                 | Nick Matthew        | 11-7, 9-11, 11-5, 11-4         | 59 min         |
| 38. | 28 août 2016        | Cathay Pacific Hong Kong Open | Karim Abdel Gawad   | 11–9, 8–11, 11–6, 5–11, 11–6   | 1 h 15 min     |
| 39. | 3 septembre 2017    | Open de Chine                 | Ali Farag           | 11-3, 11-8, 10-12, 2-11, 11-5  | 1 h 00 min     |
| 40. | 18 mars 2018        | Grasshopper Cup               | Mohamed El Shorbagy | 11-8, 11-9, 11-6               | 50 min         |

### Finales PSA jouées (18)
| No. | Date             | Tournoi                       | Vainqueur           | Score                         | Durée du match |
| 1.  | 22 octobre 2005  | Athens Open                   | Hisham Mohd Ashour  | 11–7, 2–11, 10–12, 7–11       | 37 min         |
| 2.  | 29 janvier 2006  | Open de Dayton                | John White          | 5–11, 3–11, 6–11              | Inconnue       |
| 3.  | 11 mars 2006     | COAS International            | Mohammed Abbas      | 4–11, 11–9, 5–11, 7–11        | Inconnue       |
| 4.  | 22 octobre 2006  | Cathay Pacific Hong Kong Open | Amr Shabana         | 11–13, 11–3, 5–11, 11–13      | 48 min         |
| 5.  | 28 octobre 2007  | Saudi International           | Amr Shabana         | 5–11, 5–11, 11–1, 9–11        | 50 min         |
| 6.  | 27 avril 2008    | Kuwait Open                   | Amr Shabana         | 9-11, 7-11, 11-13             | 52 min         |
| 7.  | 6 septembre 2009 | US Open                       | Amr Shabana         | 7-11, 2-11, 11-7, 14-12, 8-11 | 57 min         |
| 8.  | 7 novembre 2009  | Championnat du monde          | Amr Shabana         | 8-11, 8-11, 5-11              | 50 min         |
| 9.  | 28 janvier 2010  | Tournament of Champions       | James Willstrop     | 10-12, 5-11, 11-9, 2-11       | 49 min         |
| 10. | 27 février 2010  | North American Open           | Nick Matthew        | 9-11, 14-16, 4-5 (ret)        | 48 min         |
| 11. | 15 août 2010     | Australian Open               | Nick Matthew        | 14-16, 7-11, 10-12            | Inconnue       |
| 12. | 24 octobre 2010  | El Gouna International        | Karim Darwish       | 14-16, 3-11, 1-5 (ret)        | 52 min         |
| 13. | 26 février 2011  | North American Open           | Nick Matthew        | 9-11, 5-11, 11-8, 11-8, 6-11  | 1 h 23 min     |
| 14. | 25 février 2012  | North American Open           | James Willstrop     | 11-7, 11-8, 11-7              | 51 min         |
| 15. | 26 mai 2012      | British Open                  | Nick Matthew        | 11-9, 11-4, 11-8              | 49 min         |
| 16. | 9 février 2014   | Open de Suède                 | Nick Matthew        | 11–13, 11–6, 11–8, 6–11, 11–4 |                |
| 17. | 9 février 2014   | Windy City Open               | Grégory Gaultier    | 11–7, 11–3, 11–4              |                |
| 18. | 26 mai 2016      | British Open                  | Mohamed El Shorbagy | 11–2, 11–5, 11–9              |                |